# Elizabeth P. Farrington

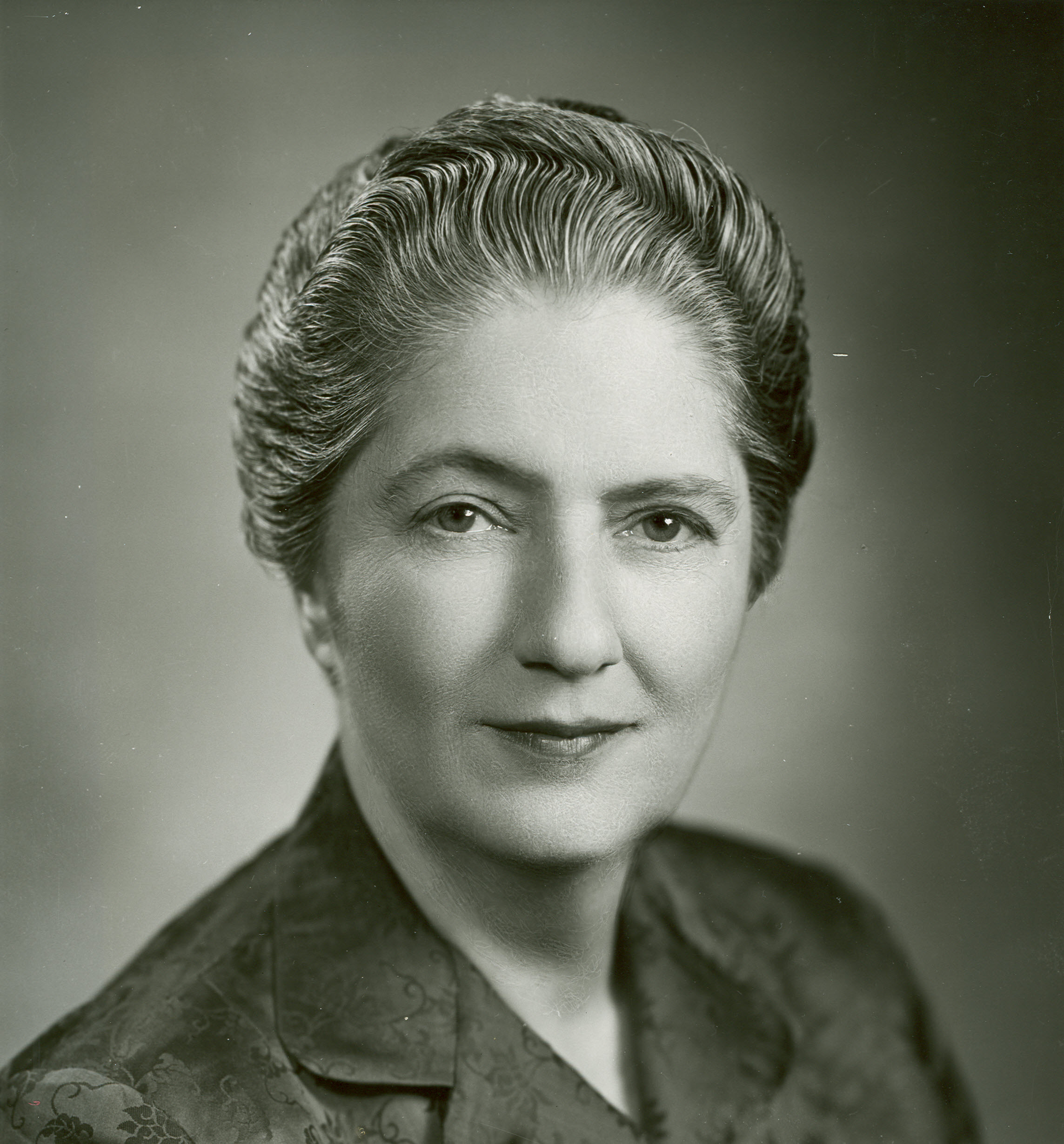
Elizabeth P. Farrington

Mary Elizabeth Pruett Farrington, geb. Mary Elizabeth Pruett (* 30. Mai 1898 in Tokio, Japan; † 21. Juli 1984 in Honolulu, Hawaii) war eine US-amerikanische Politikerin. Zwischen 1954 und 1957 vertrat sie das Hawaii-Territorium als Delegierte im US-Repräsentantenhaus.

## Frühe Jahre
Elizabeth Pruett wurde in Tokio als Tochter amerikanischer Eltern geboren. Dort erhielt sie auch ihren ersten Unterricht an einer Schule für Ausländer. Danach kam sie in die Vereinigten Staaten, wo sie Schulen in verschiedenen Städten und Bundesstaaten besuchte. Bis 1918 studierte sie an der University of Wisconsin–Madison. Schließlich beendete sie ihre Studienzeit an der University of Hawaii. In dieser Zeit hat sie auch Joseph Rider Farrington geheiratet, der von 1943 bis 1954 das Hawaii-Territorium als Delegierter im  US-Kongress vertreten sollte.
Elizabeth Farrington war zwischen 1918 und 1957 für die Zeitung „Honolulu Star Bulletin“ als Korrespondentin tätig. Bei dieser Zeitung war ihr Mann Manager und Präsident. Nach dessen Tod im Jahr 1954 übernahm sie bis 1963 auch dessen Ämter bei der Zeitung. Gleichzeitig leitete sie die „Honolulu Lithograph Company“.

## Politische Laufbahn
Farrington wurde, wie ihr Mann, Mitglied der Republikanischen Partei. Von 1946 bis 1948 war sie Präsidentin der Frauenvereinigung ihrer Partei (League of Republican Women) in Washington, D.C. und von 1949 bis 1953 war sie Präsidentin der bundesweiten Klubs republikanischer Frauen (National Federation of Women’s Republican Clubs). Im Jahr 1952 war sie Delegierte zur Republican National Convention, bei der Dwight D. Eisenhower als Präsidentschaftskandidat nominiert wurde. Nach dem Tod ihres Mannes wurde sie zu dessen Nachfolgerin als Delegierte im Kongress ernannt. Bei den Kongresswahlen des Jahres 1954 wurde sie selbst für eine Legislaturperiode in das US-Repräsentantenhaus gewählt. Dort vertrat sie zwischen dem 31. Juli 1954 und dem 3. Januar 1957 das Hawaii-Territorium. Bei den Kongresswahlen des Jahres 1956 unterlag sie John Anthony Burns, dem Kandidaten der Demokratischen Partei, der bis 1959 letzter Delegierter des Territoriums im Kongress werden sollte. Danach stellte der seit 1959 zum Bundesstaat erhobene Staat Hawaii reguläre Kongressabgeordnete mit vollem Stimmrecht.
Nach dem Ende ihrer Zeit in Washington widmete sich Elizabeth Farrington wieder ihren geschäftlichen Interessen auf Hawaii. Im Jahr 1969 kehrte sie für kurze Zeit in die Politik zurück, als sie von Präsident Richard Nixon zu einer Abteilungsleiterin im Innenministerium berufen wurde. Ihre Abteilung befasste sich mit der Verwaltung der amerikanischen Territorien. Danach zog sich Farrington endgültig aus der Politik zurück. Sie starb im Jahr 1984 in Honolulu.